# Symfoni nr. 1 (Nielsen)
 For alternative betydninger, se Symfoni nr. 1. (Se også artikler, som begynder med Symfoni nr. 1)
Symfoni nr. 1 i G-mol, Op. 7, FS 16 er den første symfoni af den danske komponist Carl Nielsen. Værket blev komponeret mellem 1891 og 1892 og er tilegnet hans kone, Anne Marie Carl-Nielsen. Værket blev uropført 14. marts 1894 af Det Kongelige Kapel under ledelse af Johan Svendsen, med Carl Nielsen selv på 2.-violin som en del af orkestret. Dette er den ene af to symfonier af Nielsen, som mangler en undertitel (den anden er hans Symfoni nr. 5).
Symfonien er i de normale fire satser, med følgende tempo-markeringer:
1. Allegro orgoglioso
2. Andante
3. Allegro comodo — Andante sostenuto — Tempo I
4. Finale. Allegro con fuoco

En typisk opførelse tager cirka 35 minutter.
Symfoniens melodier har et karakteristisk dansk islæt og bærer tydeligt præg af Nielsens personlige stil. Nielsens elev, Robert Simpson, beskriver komponistens symfoniske debut som "nok den mest velorganiserede førstesymfoni der nogensinde er skrevet af en ung mand på 27."
Musikværket starter i G-mol, og afsluttes med en hastig peroration i C-dur. Denne tendens til at bevæge sig væk fra den oprindelige nøgle til C-dur, er grundlaget for hele symfoniens tonale struktur, og viser for første gang Nielsens kendetegnende kompositoriske greb, "progressiv tonalitet." (Nielsen overvejede endda på et tidspunkt at kalde værket "Symfoni i C" ). Simpson anførte at "det muligvis er den første symfoni som afslutter i en anden nøgle end den hvor den startede".

## Instrumentering
- 3 fløjter, hvoraf den ene fungerer som piccolo i fjerde sats
- 2 oboer
- 2 klarinetter i B
- 2 fagotter
- 4 horn (1 og 2 i Es, G, og C basso; 3 og 4 i B basso og F)
- 2 trompeter i Es og C
- 3 basuner (2 tenor, 1 bas)
- Pauker
- Strygere

### Bøger
- Simpson, Robert (1952). Carl Nielsen, Symphonist, 1865–1931. London: J. M. Dent. s. 236. ASIN B0000CIDKO. See pages 8–24. First edition (reprinted by Hyperion Press ISBN 0-88355-715-0).{{cite book}}:  CS1-vedligeholdelse: postscript (link)
- Simpson, Robert (1979). Carl Nielsen, Symphonist. London: Kahn & Averill. s. 260. ISBN 0-900707-46-1. See pages 23–37. Second edition completely revised with additional chapter.{{cite book}}:  CS1-vedligeholdelse: postscript (link)

### Partiturer
- Symphony No. 1 (Nielsen): Frie noder hos  International Music Score Library Project